# Concordance des temps
Pour l’article homonyme, voir Concordance des temps (émission de radio).

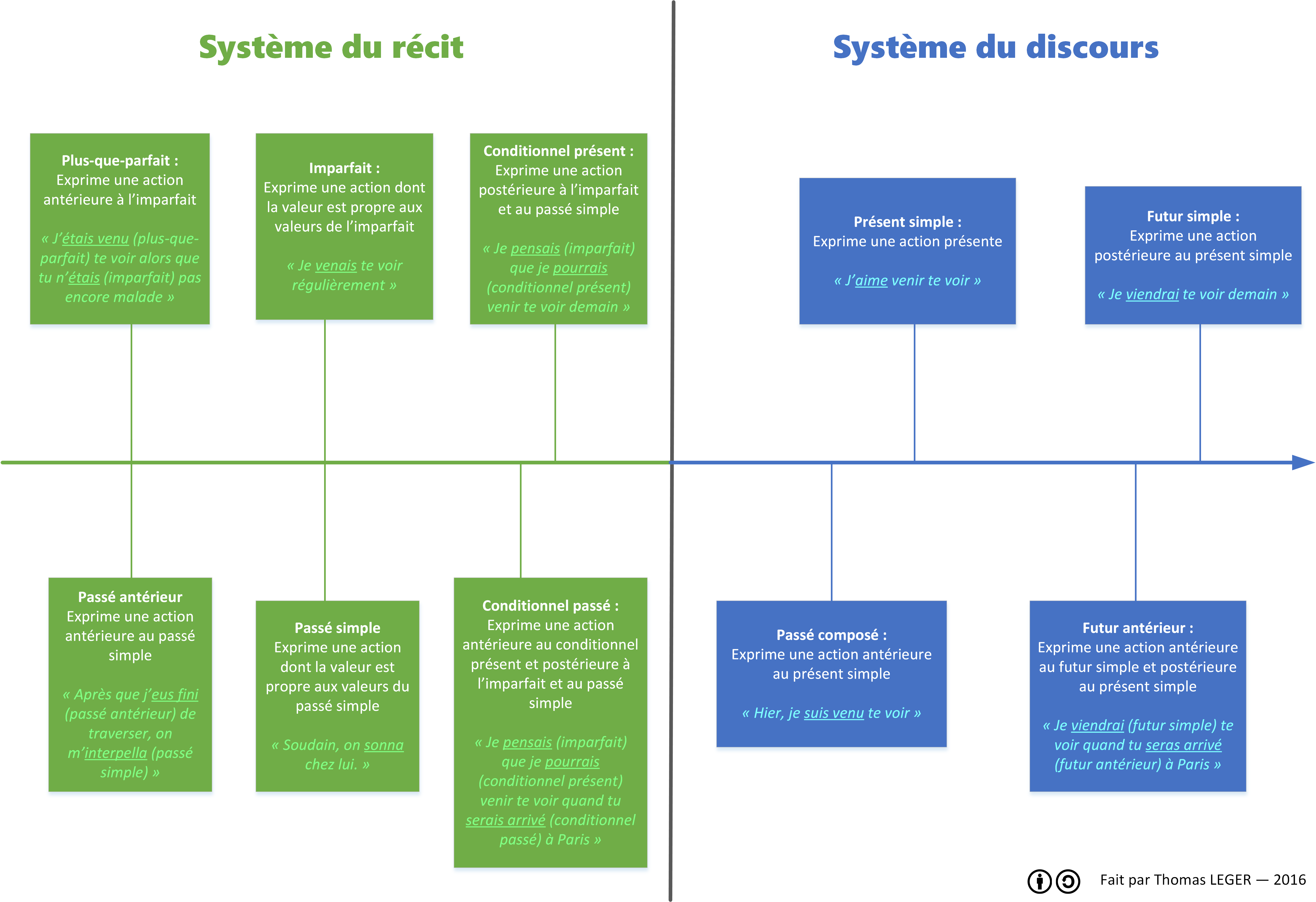
Fonctionnement de la concordance des temps à l'indicatif

La concordance des temps est l’ensemble des règles de grammaire régissant dans la phrase l'accord en mode et en temps des verbes de la proposition principale et de la proposition subordonnée.

## Enfrançais

### Règles générales
Quand plusieurs verbes se succèdent dans une phrase, il convient de les adapter selon le mode et le temps du premier, selon les règles suivantes, :
| Subordonnée      | Exemple à l'indicatif       | Exemple au subjonctif (1)     |
| ---------------- | --------------------------- | ----------------------------- |
| Présent          | Je pense qu'il m'aime       | Je prie pour qu'il m'aime     |
| Imparfait        | Je pense qu'il m'aimait     | Je prie pour qu'il m'aimât    |
| Passé simple     | Je pense qu'il m'aima       | -                             |
| Futur            | Je pense qu'il m'aimera     | -                             |
| Passé composé    | Je pense qu'il m'a aimé     | Je prie pour qu'il m'ait aimé |
| Plus-que-parfait | Je pense qu'il m'avait aimé | Je prie pour qu'il m'eût aimé |
| Futur antérieur  | Je pense qu'il m'aura aimé  | -                             |

| Subordonnée          | Exemple à l'indicatif          | Exemple au subjonctif (1)       |
| -------------------- | ------------------------------ | ------------------------------- |
| Imparfait            | Je pensais qu'il m'aimait      | Je priais pour qu'il m'aimât    |
| Plus-que-parfait     | Je pensais qu'il m'avait aimé  | Je priais pour qu'il m'eût aimé |
| Passé antérieur      | Je pensais qu'il m'eut aimé    | -                               |
| Conditionnel présent | Je pensais qu'il m'aimerait    | -                               |
| Conditionnel passé   | Je pensais qu'il m'aurait aimé | -                               |

(1) La concordance des temps est peu employée au subjonctif, suivant en cela la désuétude de plus en plus accentuée du subjonctif imparfait en français.

### Exceptions
La non-concordance des temps est autorisée lorsque ce qui est rapporté par le locuteur-narrateur : 
- (1) est une vérité intemporelle ou
- (2) est envisagé par rapport au moment de la parole.

Dans ces cas, même si la principale est au passé, la subordonnée conserve le temps primitif utilisé par le locuteur-auteur (le temps du discours indirect reste alors le même que le temps du discours direct), :
- (1) « Il a dit que la Terre EST (plutôt que "était")  ronde. »
- (1) « La Fontaine a dit que l'absence EST (plutôt que "était") le plus grand des maux. » (Abel Hermant)
- (1) « Ovide affirma que l'étude CORRIGE (plutôt que "corrigeait") et ADOUCIT (plutôt que "adoucissait") les mœurs. »[5]
- (2) « Nous disions que vous ÊTES (plutôt que "étiez") l’orateur le plus éminent du diocèse. » (Anatole France)
- (2) « On m'a assuré que cette affaire AURA PRIS (plutôt que "aurait pris") fin avant deux jours. »

Ici, le locuteur-narrateur ne se contente pas de rapporter le discours en toute neutralité, mais réaffirme suivant ses propres croyances la véracité des propos rapportés.

## En anglais
| Principale           | Subordonnée      | Exemple                                 |
| -------------------- | ---------------- | --------------------------------------- |
| Futur                | Présent          | He will love me if I say it             |
| Conditionnel présent | Prétérit         | He would love me if I said it           |
| Conditionnel passé   | Plus-que-parfait | He would have loved me if I had said it |